# موتور ۱۷ شهریور
موتور ۱۷ شهریور یک منطقهٔ مسکونی در ایران است که در دهستان ارزوئیه واقع شده‌است. موتور ۱۷ شهریور ۸۷ نفر جمعیت دارد.